# ارنستو بارگاس
ارنستو بارگاس (انگلیسی: Ernesto Vargas؛ زادهٔ ۱ مهٔ ۱۹۶۱) بازیکن سابق فوتبال اهل اروگوئه است.
وی همچنین در تیم ملی فوتبال اروگوئه بازی کرده‌است.